# Bernardo Redín
Bernardo Redín, né le 26 février 1963 à Cali (Colombie), est un footballeur colombien, qui évoluait au poste de milieu offensif au Deportivo Cali, au CSKA Sofia, à l'América Cali, au Deportes Quindío, à l'Atlético Huila et à Oriente Petrolero ainsi qu'en équipe de Colombie.
Redín marque cinq buts lors de ses quarante sélections avec l'équipe de Colombie entre 1987 et 1991. Il participe à la coupe du monde 1990 et à la Copa América en 1987, 1989 et 1991 avec la Colombie.

## Biographie
Il était le partenaire en milieu de terrain de Carlos Valderrama dans l'équipe de Colombie des années 1980-1990. Il compte 40 sélections et 5 buts entre 1987 et 1991. 
Il a notamment participé au Mondiale 90 en Italie, inscrivant deux buts à cette occasion. Deux mois plus tard, il est transféré en Europe, au CSKA Sofia. Il passera une saison dans le championnat Bulgare ce qui sera sa seule expérience de club en Europe.

## Palmarès

### En équipe nationale
- 40 sélections et 5 buts avec l'équipe de Colombie entre 1987 et 1991.
- Troisième de la Copa América 1987.

### Avec l'América Cali
- Vainqueur du Championnat de Colombie de football en 1992.